# آلف کلاوزن
آلف هایبرگ کلاوزن (انگلیسی: Alf Heiberg Clausen؛ ۲۸ مارس ۱۹۴۱) آهنگساز سینما و تلویزیون اهل ایالات متحده آمریکا است. او بیشتر به‌خاطر آهنگسازی قسمت‌های زیادی از مجموعهٔ سیمپسون‌ها شناخته می‌شود که بین سال‌های ۱۹۹۰ تا ۲۰۱۷ تنها آهنگساز آن بود. کلاوزن در بیش از ۳۰ فیلم و برنامهٔ تلویزیونی، از جمله مون‌لایتینگ، اسلحه لخت، الف و مرخصی فریس بولر آهنگسازی کرده‌است یا رهبری ارکستر را بر عهده است. کلاوزن در سال ۱۹۹۶ دکترای افتخاری موسیقی را از کالج موسیقی برکلی دریافت کرد.

## زندگی شخصی
اسکات کلاوزن، پسر کلاوزن نیز آهنگساز است.
در آوریل سال ۲۰۲۰، کلاوزن فاش کرد که به بیماری پارکینسون مبتلا شده‌است.